# Chiesa di San Venanzio (Ascoli Piceno)
La chiesa di San Venanzio è un luogo di culto, ubicato nel centro storico di Ascoli Piceno a due passi da piazza del Popolo.
L'edificio storico merita attenzione in quanto nel tempo si è mantenuta traccia della cella del tempio ionico databile al I secolo.

## Storia

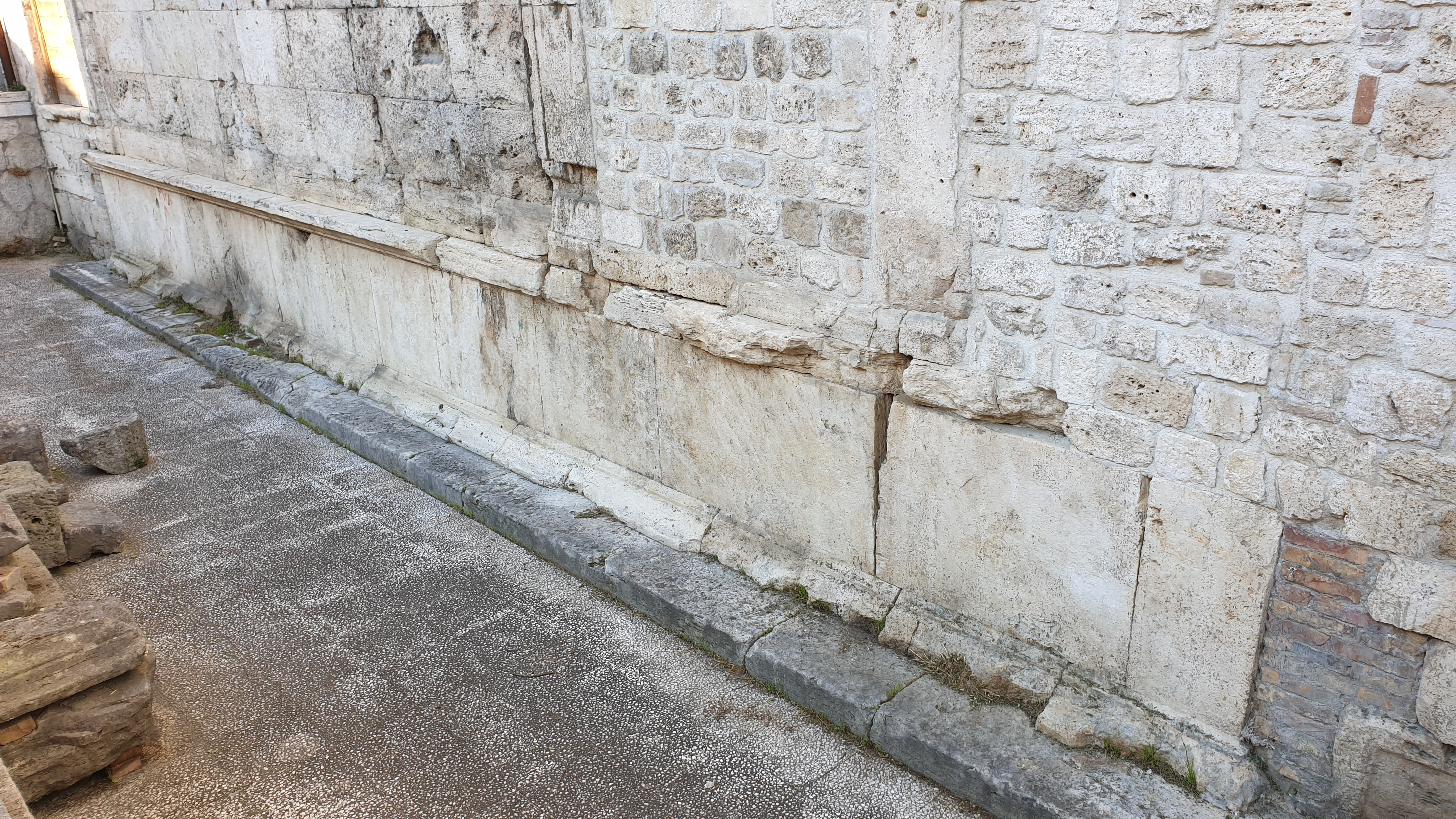
Base del tempio pagano

La chiesa risale al 996 come attestato nel diploma di Ottone III ma è stata completamente ricostruita intorno al XII–XIII secolo, sulle rovine di un tempio pagano, seguendo lo stile romanico allora imperante in Ascoli.

## Architettura
La facciata, pur mantenendo la forma a salienti, ha subito dei rimaneggiamenti nel XVII secolo con la rimozione del rosone, di cui resta parte della tamponatura attorno all'apertura rettangolare e aprendo lateralmente finestre anch’esse rettangolari. Come in altri esempi di chiese romaniche ascolane (San Tommaso, San Giacomo), la parte sommitale è ravvivata da cinque scodelle in maiolica disposte in forma di croce
L'interno fu interamente rimodernato dall’architetto Emidio Ferretti nel 1667-1671. I restauri riportarono alla luce un interessante affresco che raffigura la Santa Martire e risale al 1290-1310 ed è situato nella controfacciata. L’altare maggiore, ricco di marmi, è realizzato nel 1697 dallo sculture Giuseppe Giosafatti ed ospitava come pala d'altare il Martirio di San Venanzio di Andrea Pozzo, ora al Museo Diocesano.

### La torre campanaria di San Venanzio

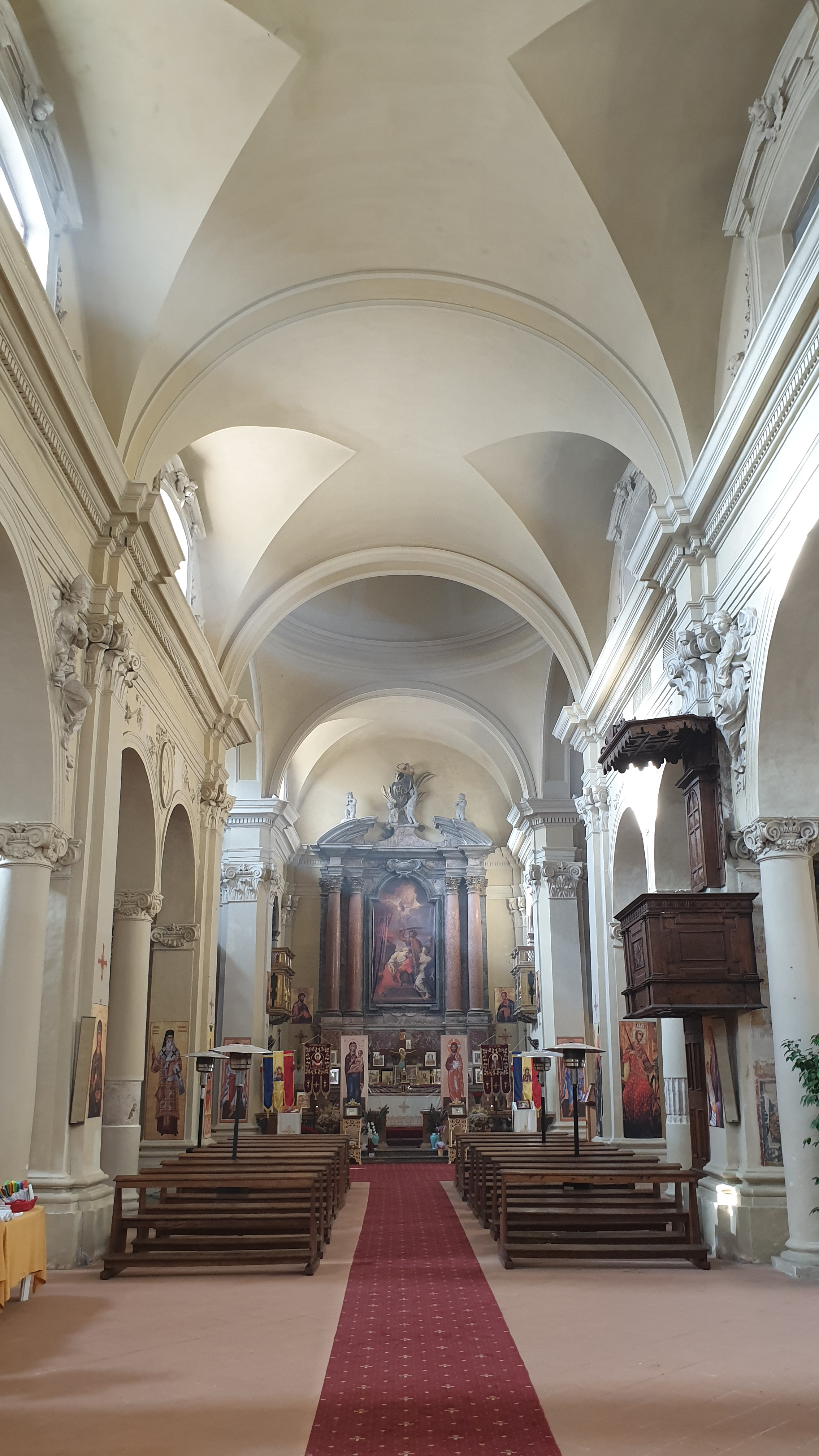
Interno

È un'antica torre gentilizia, riadatta a campanile. Caratterizzato da un'altezza leggermente minore rispetto alle altre torri private (essendo alta poco meno di 30 metri), presenta anche una maggiore snellezza ha una dimensione alla base di m 3,40x3,70. È impostata su di una doppia serie di conci di pietra aggettanti e forati, presenti nell’intero perimetro nella parte alta del campanile che forse venivano usati per il sostegno di stendardi e bandiere durante la festività civili e religiose.